# Waterside Plaza (Manhattan)

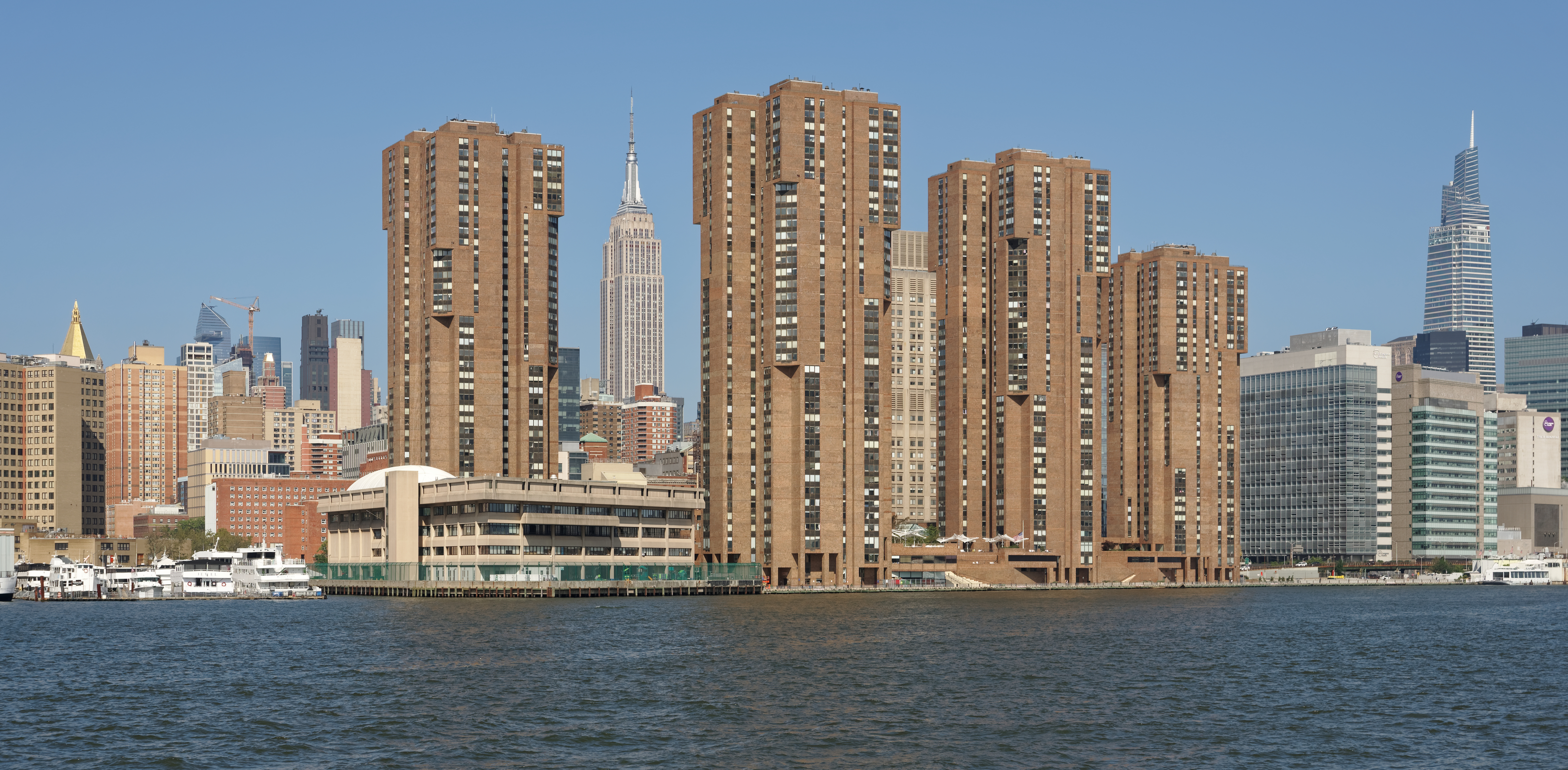
Waterside Plaza am East River (2023). Vorne links sichtbar die United Nations International School, im Hintergrund Wolkenkratzer Empire State Building, rechts One Vanderbilt.

Das Waterside Plaza ist ein Wohn- und Geschäftskomplex am East River im Viertel Kips Bay im Stadtbezirk Manhattan in New York City. Der Bau Anfang der 1970er Jahre wurde mit Mitteln aus dem Mitchell-Lama Housing Program durch den Bundesstaat New York öffentlich gefördert. Aufgrund der abgeschlossenen Lage und der in sich geschlossenen Architektur wird es auch als eigenständiges Stadtviertel New Yorks verstanden und hatte 2020 laut US Census 2733 Einwohner.

## Lage und Verkehrsanbindung
Waterside Plaza liegt an der Ostseite der Insel Manhattan zwischen der East 25th Street und East 28th Street. Die abgeschlossene Lage zwischen der uferbegleitenden Schnellstraße Franklin D. Roosevelt East River Drive (umgangssprachlich als FDR Drive bezeichnet) und dem East River ist ein Alleinstellungsmarkmal. Unmittelbar am Wasser liegen an anderen Stellen der Ostseite Manhattans nur überbaute Piers.
Zwischen FDR Drive und Waterside Plaza verläuft der Grünzug East River Greenway. Eine Fußgängerbrücke auf Höhe der East 25th Street ermöglicht die sichere Überquerung des FDR Drive. Waterside ist als Endhaltestelle der Buslinie M34A  der MTA Regional Bus Operations, die die Insel auf einer Busspur entlang der 34th Street quert, an den öffentlichen Nahverkehr angeschlossen. Mit dem privaten Kraftfahrzeug ist es nur über die 23rd Street zu erreichen, der Weg aus Waterside Plaza hinaus führt entweder über die 23rd Street oder über eine Anliegerstraße, die zur East 34th Street führt.

## Geschichte
Der Komplex besteht aus vier Wohntürmen sowie einer Reihe von zweigeschossigen Stadthäusern mit insgesamt 1.470 Wohneinheiten. Alle Gebäude sind mit roten Ziegelsteinen verblendet. Sie umspannen einen großen, teils begrünten Platz, der einen Ausblick auf den East River bietet. Waterside Plaza bietet den Bewohnern ein Fitness-Center, das auch von Menschen, die nicht dort leben, genutzt werden kann, und ein Parkhaus. Ansonsten verfügt er nur über wenig Einzelhandelsfläche. Im Erdgeschoss eines der Türme befindet sich die British International School of New York.
Waterside Plaza wurde auf Baugrund errichtet, der durch Landaufschüttung gewonnen wurde. Verwendet wurde Bauschutt aus den Trümmern der englischen Stadt Bristol, die im Zweiten Weltkrieg von der deutschen Luftwaffe bombardiert wurde. Der Schutt kam als Schiffsballast mit Liberty-Frachtern in die USA.
Für den Bau des kleinen Viertels wurden Pfähle als Tiefgründung eingebracht und eine Plattform errichtet. Darauf wurden die Apartmenthochhäuser und die benachbarte internationale Schule der Vereinten Nationen (United Nations International School) errichtet. Den Bau führte die Firma HRH Construction aus, die Richard Ravitch in dritter Generation leitete. Das erste Apartmenthaus wurde 1973 eröffnet, der gesamte Komplex ein Jahr später.
2004 legte die Waterside Management Company ein Sanierungsprogramm in Höhe von 35 Millionen US-Dollar auf, um freiwerdende Apartments sowie Erschließungskorridore, Empfangs- und Portierbereiche aufzufrischen. Die Bauwerksabdichtung und Befestigung des Plaza-Areals wurde erneuert und das Gelände erstmals parkähnlich gestaltet. Auch das Fitness-Center, die Parkmöglichkeiten und das Sicherheitssystem wurden auf den neuesten Stand gebracht.

## Kultur

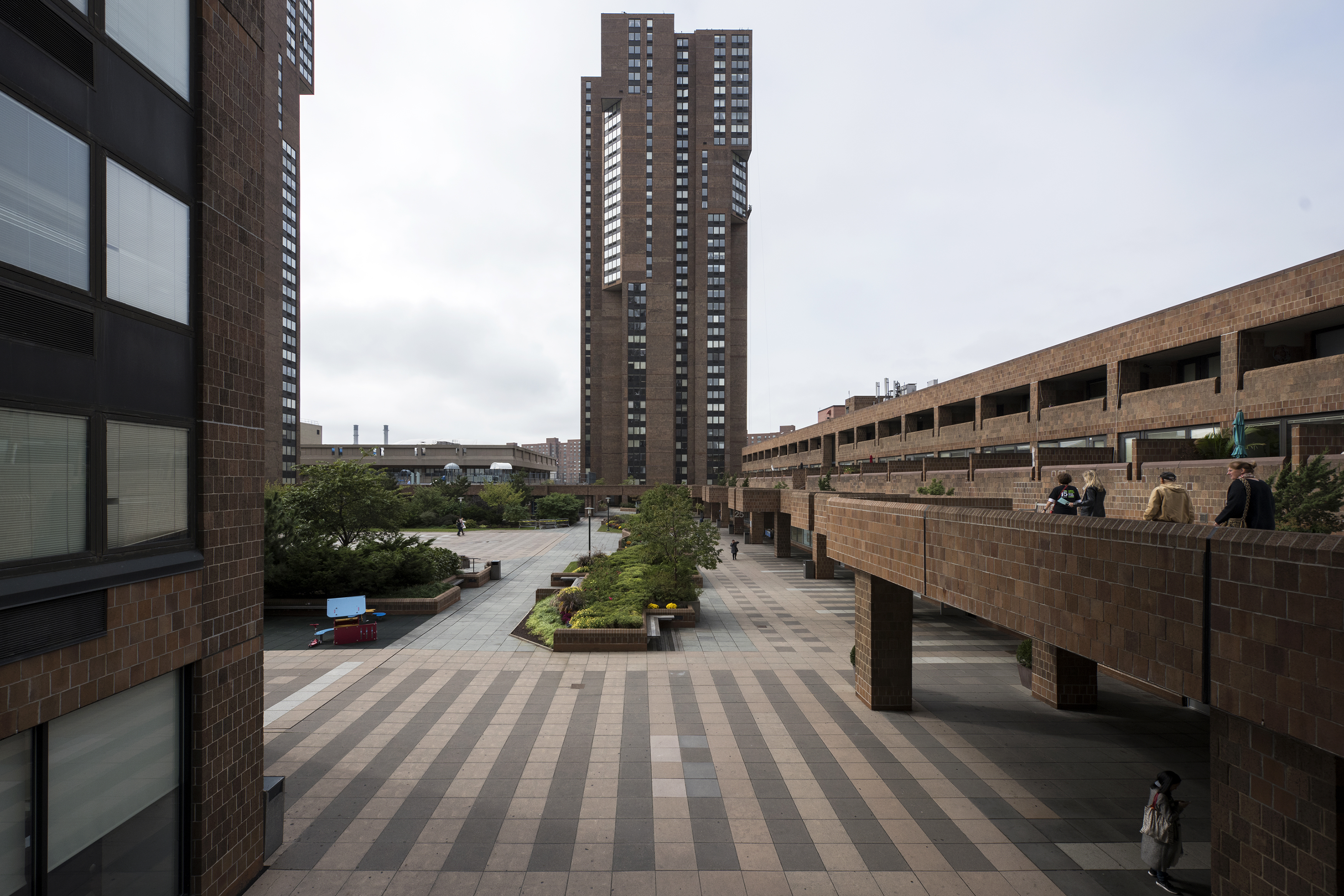
Plaza zwischen den Wohntürmen (2017). Links hinten die United Nations International School, rechts die Reihe Townhouses. Zuwegungen sind in Hochlage geführt.

Über das ganze Jahr hinweg finden in Waterside Plaza Events statt, die kostenlos und für die Öffentlichkeit zugänglich sind. Am beliebtesten sind die Sommerkonzerte unter freiem Himmel im Juli und die Open-Air-Kinoabende, die im August montags stattfinden. Darüber hinaus finden ein Short Play Festival (Theater), ein Tanzfestival, ein Flohmarkt im Frühjahr, ein Recyclingtag für Elektronik und monatliche Lesungen von Theaterstücken statt.
2008 fand in Waterside Plaza das Festival Make Musik New York statt, bei dem auf drei Bühnen insgesamt 17 Bands auftraten – am Ufer, in den Gärten und auf dem Platz.
Am 28. Juni 2010 hielt die Restaurantkette P. F. Chang’s China Bistro einen Wohltätigkeitsevent auf dem Dach eines der Waterside-Hochhäuser ab. Dabei traten Profigolfer wie Annika Sörenstam, Briny Baird und Don Vickery auf. Sie versuchten abwechselnd mit Goldbällen ein Ziel zu treffen, das auf dem East River schwamm. Der Event spielte 100.000 Dollar für verschiedene wohltätige Institutionen ein.

## Architektonische Bedeutung
Waterside Plaza wurde vom Architekturbüro Davis, Brody & Associates entworfen. 2001 befand der Architekturkritiker der New York Times, Herbert Muschamp, dass Waterside Plaza ein bedeutendes großstädtisches Arrangement sei („great urban composition“), das pittoresk und durch historische Vorbilder inspiriert ist („picturesque and historically informed“).
2004 setzte die Municipal Art Society Waterside Plaza auf die „30 Under 30“ Liste, eine Beobachtungsliste für künftige Wahrzeichen der Stadt.